# Adverb predicativ
Adverbele predicative sunt adverbe de mod ce pot avea funcția de predicat verbal atunci când sunt urmate de conjuncția subordonatoare că care introduce o propoziție subordonată subiectivă.
Adverb predicativ poate fi denumit și cel care face parte dintr-un predicat nominal cu rol de (nume) predicativ exprimat printr-un adverb. Adverbul predicativ cu funcție de predicat cerând o propoziție subiectivă este prescurtarea unei expresii verbale impersonale care conține predicatul nominal menționat anterior. Ca exemple se pot menționa adverbele folosite predicativ "bine", "sigur" care constituie prescurtarea expresiilor verbale impersonale "E bine că...", "E sigur că...".

## Clasificare după formă

### Adverbe predicative
Exemple de adverbe predicative: desigur, firește, bineînțeles, probabil, poate, pesemne, aproape, sigur, imposibil, mai etc.
- Bineînțeles că am fost acolo.
- Firește că mi-a plăcut.
- Probabil că mărul era fermecat.'

### Locuțiuni adverbiale predicative
Exemple de locuțiuni adverbiale predicative: cu siguranță, fără îndoială, nu încape vorbă, de bună seamă etc.
- Cu siguranță că voi lua examenul.
- Fără îndoială că și-a învățat lecția.
- Nu încape vorbă că vine.